# FC Gundelfingen
Der FC Gundelfingen ist ein Sportverein aus der nordschwäbischen Stadt Gundelfingen an der Donau.

## Geschichte
Der Verein wurde am 27. Februar 1921 unter dem Namen FC 1920 Gundelfingen als Fußballverein gegründet, wobei schon ein Jahr zuvor eine kleine Anzahl von 19- bis 20-jährigen Fußballjüngern sich einen Fußball gekauft und als „Wald- und Wiesenclub“ mit einer großen Portion Idealismus den Fußballsport in Gundelfingen organisiert hatten. Am 4. Dezember 1921 schlossen sich die FC-Fußballer zwischenzeitlich dem TV Gundelfingen an, ab dem 1. März 1924 war der FCG aufgrund der „reinlichen Scheidung zwischen Turnen und Sport“ dann wieder eigenständig. Später kamen die Abteilungen Tischtennis (1935), Schach (1947), Eissport (1956), Leichtathletik (1960), Segeln (1964), Schwimmen (1966), Gymnastik (1967), Faustball (1969), Tennis (1970), Wandern (1973), Ski (1978), Tanzsport (1989), Volleyball (1993) und Squash (1995) hinzu. Die Abteilungen Schwimmen, Ski, Volleyball und Eissport werden gemeinsam mit dem TV Gundelfingen betrieben, Wandern und Leichtathletik haben fusioniert und veranstalten in erster Linie alljährlich den traditionellen Nordschwaben-Lauf. Seit 1985 sind die Faustballer nicht mehr aktiv.
Erfolgreichste Sparte ist die der Fußballer, die sich 1992 für die 1. Hauptrunde des DFB-Pokals qualifizierten und gegen den damaligen Bundesligisten Bayer 05 Uerdingen mit 0:1 unterlagen. 1993 stieg der Verein über die Relegation durch einen 3:2-Sieg nach Elfmeterschießen gegen den TSV Eching erstmals in die damals drittklassige Bayernliga auf und hielt sich dort bis 1997. In der Saison 2015/16 wurden die Gundelfinger mit Trainer Stefan Anderl Meister der Landesliga Südwest und stiegen in die Bayernliga Süd auf. Dort hielt sich die Mannschaft allerdings nur ein Jahr und musste umgehend wieder absteigen. In der aufgrund der Covid-Pandemie verlängerten und letztlich abgebrochenen Saison 2019/21 wurden die Gundelfinger unter Trainer Martin Weng mit dem besten Punkteschnitt der Landesliga Südwest erneut Meister und durften ein zweites Mal in die Bayernliga Süd aufsteigen. 
Als Fünfzehntplatzierter der Saison 2023/24 musste der Verein in die Relegation, wo man in der ersten Runde den TSV Dachau 1865 besiegte, aber letztlich in der zweiten Runde – überschattet vom Donauhochwasser 2024, wegen dem das Rückspiel um fast zwei Wochen verschoben werden musste – Türkspor Augsburg unterlag und damit wieder in die Landesliga abstieg. Dort wurde das Ziel ausgegeben, sich erst einmal wieder zu konsolidieren und mit dem neuen Trainer Thomas Rudolph eine unbeschwerte Saison zu bestreiten. Umso überraschender war es, dass sich die Grün-Weißen von Anfang an in der Spitzengruppe festsetzten und nach zwischenzeitlich 16 Spielen ohne Niederlage Meister wurden. Damit war im Sommer 2025 die Rückkehr in die Bayernliga Süd geschafft.
Auch die A- und B-Junioren waren bereits in der Bayernliga Süd vertreten. Die A-Junioren holten sich im Jahr 2018 den Titel des Bayerischen Futsal-Meisters, nachdem sie im Finale den FC Augsburg bezwingen konnten. Zuvor war man im Halbfinale gegen den TSV 1860 München erfolgreich. Bei den süddeutschen Titelkämpfen wurden sie Zweiter und sicherten sich im Freien den Titel in der Landesliga Süd. Damit qualifizierte sich die Mannschaft für die eingleisige Bayernliga, aus der sie am Ende der Saison 2018/19 aber wieder absteigen musste. Die C-Junioren spielen seit der Saison 2016/2017 in der Bayernliga und somit in der zweithöchsten Liga des Bayerischen Fußball-Verbandes.
Seit der Saison 2013/14 hat die Jugendabteilung des FC Gundelfingen den offiziellen Status eines Nachwuchsleistungszentrums (NLZ) des Bayerischen Fußball-Verbandes. Der Verband überprüft alljährlich die Arbeit, die im NLZ mit den Spielern der Altersstufen U12 bis U17 geleistet wird, und entscheidet dann, ob die Partnerschaft mit dem Verein fortgesetzt wird.

## Erfolge
- Aufstieg in die Bayernliga: 1993
- Aufstieg in die Bayernliga Süd: 2016, 2021, 2025
- Aufstieg in die Landesliga Süd Bayern: 1971 (bis 1993), 1999, 2009
- Schwäbischer Hallenmeister: 1991, 2019 (Futsal), 2020 (Futsal)
- Schwäbischer Pokalsieger: 1947, 1949, 1955, 1991, 1992, 2001
- Teilnehmer DFB-Pokal: 1992/93 (0:1 gegen Bayer 05 Uerdingen)
- Bayerischer U19-Futsal Meister: 2018
- Aufstieg der U23 in die Bezirksliga Nord: 1993, 2022, 2025

## Geschichte

### Abschlusstabellen seit 1971
| Saison  | Liga           | Platz |
| ------- | -------------- | ----- |
| 1971/72 | Landesliga Süd | 11    |
| 1972/73 | Landesliga Süd | 11    |
| 1973/74 | Landesliga Süd | 5     |
| 1974/75 | Landesliga Süd | 11    |
| 1975/76 | Landesliga Süd | 6     |
| 1976/77 | Landesliga Süd | 6     |
| 1977/78 | Landesliga Süd | 6     |
| 1979/80 | Landesliga Süd | 9     |
| 1980/81 | Landesliga Süd | 8     |
| 1981/82 | Landesliga Süd | 10    |
| 1982/83 | Landesliga Süd | 8     |
| 1983/84 | Landesliga Süd | 14    |
| 1984/85 | Landesliga Süd | 7     |
| 1985/86 | Landesliga Süd | 10    |
| 1986/87 | Landesliga Süd | 13    |
| 1987/88 | Landesliga Süd | 13    |
| 1988/89 | Landesliga Süd | 13    |
| 1989/90 | Landesliga Süd | 11    |
| 1990/91 | Landesliga Süd | 2     |
| 1991/92 | Landesliga Süd | 2     |
| 1992/93 | Landesliga Süd | 2 ↑   |
| 1993/94 | Bayernliga     | 15    |
| 1994/95 | Bayernliga     | 11    |
| 1995/96 | Bayernliga     | 8     |
| 1996/97 | Bayernliga     | 16 ↓  |
| 1997/98 | Landesliga Süd | 17 ↓  |

| Saison    | Liga                     | Platz |
| --------- | ------------------------ | ----- |
| 1998/99   | Bezirksoberliga Schwaben | 2 ↑   |
| 1999/2000 | Landesliga Süd           | 7     |
| 2000/01   | Landesliga Süd           | 6     |
| 2001/02   | Landesliga Süd           | 3     |
| 2002/03   | Landesliga Süd           | 17 ↓  |
| 2003/04   | Bezirksoberliga Schwaben | 6     |
| 2004/05   | Bezirksoberliga Schwaben | 3     |
| 2005/06   | Bezirksoberliga Schwaben | 10    |
| 2006/07   | Bezirksoberliga Schwaben | 4     |
| 2007/08   | Bezirksoberliga Schwaben | 10    |
| 2008/09   | Bezirksoberliga Schwaben | 1 ↑   |
| 2009/10   | Landesliga Süd           | 14    |
| 2010/11   | Landesliga Süd           | 9     |
| 2011/12   | Landesliga Süd           | 13    |
| 2012/13   | Landesliga Südwest       | 4     |
| 2013/14   | Landesliga Südwest       | 8     |
| 2014/15   | Landesliga Südwest       | 4     |
| 2015/16   | Landesliga Südwest       | 1 ↑   |
| 2016/17   | Bayernliga Süd           | 18 ↓  |
| 2017/18   | Landesliga Südwest       | 9     |
| 2018/19   | Landesliga Südwest       | 12    |
| 2019/21   | Landesliga Südwest       | 1 ↑   |
| 2021/22   | Bayernliga Süd           | 13    |
| 2022/23   | Bayernliga Süd           | 9     |
| 2023/24   | Bayernliga Süd           | 15 ↓  |
| 2024/25   | Landesliga Südwest       | 1 ↑   |

## Stadion

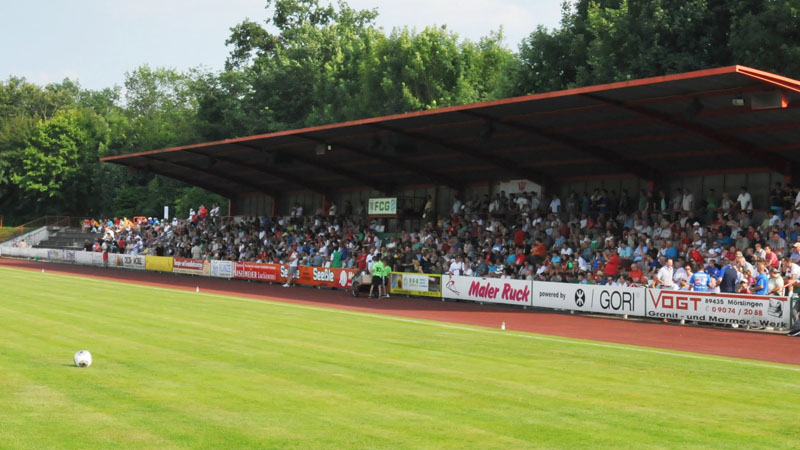
Schwabenstadion Gundelfingen

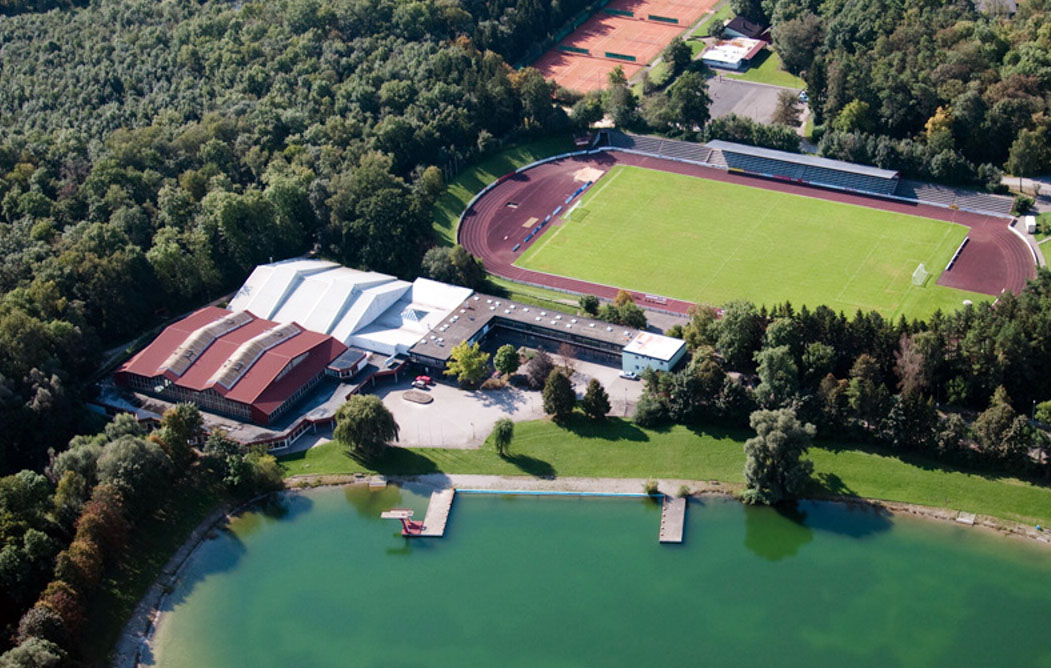
Schwabenstadion von oben

Der FC Gundelfingen trägt seine Heimspiele im vereinseigenen Schwabenstadion aus. Das Stadion verfügt über eine Kapazität von 8.000 Plätzen und war u. a. Schauplatz des Gruppenspiels zwischen Frankreich und Russland (2:0) im Rahmen der U18-Europameisterschaft im Jahr 2000. Um das Fußballfeld ist eine 400 m lange Laufbahn für die Leichtathleten. Ein Stadionwall umgibt die komplette Laufbahn. Überdachte Sitzplätze gibt es auf der Haupttribüne.
Zur Stadionanlage gehört außerdem ein Trainings- und der Nebenspielfeld, zwei Kleinfelder sowie seit Januar 2025 ein Kunstrasen samt Flutlichtanlage. 

## Persönlichkeiten
- Voldemārs Bērziņš (40-facher lettischer Nationalspieler und Trainer beim FC Gundelfingen)
- Manuel Feil (Drittliga-Aufstieg 2022 und Zweitliga-Aufstieg 2023 mit der SV Elversberg)
- Ingo Feistle (Drittliga-Aufsteiger 2009 mit dem 1. FC Heidenheim)
- Marco Konrad (Profi und ehemaliger Bundesliga-Spieler beim SSV Ulm 1846)
- Walter Kubanczyk (Zweitliga-Profi des SSV Ulm 1846 und Trainer beim FC Gundelfingen)
- Harijs Lazdiņš (18-facher lettischer Nationaltorhüter und schwäbischer Pokalsieger 1947 mit dem FC Gundelfingen)
- Wolfgang Lex (30 Bundesliga-Spiele und 2 Tore für TSV 1860 München und Hannover 96)
- Stefan Schimmer (Bundesliga-Aufstieg 2023 mit dem 1. FC Heidenheim)
- Marco Thiede (ab 2011/12 Profi beim Bundesligisten FC Augsburg und den Zweitligisten SV Sandhausen und Karlsruher SC)
- Oliver Unsöld (Profi und ehemaliger Bundesliga-Spieler beim SSV Ulm 1846)